# Кагул (бронепалубен крайцер, 1902)
Кагул (на руски: Кагул) е бронепалубен крайцер от 1-ви ранг на руския императорски флот от типа „Богатир“. Кръстен е в чест на победата на руските войски при Кагул. На 25 март 1907 г. е преименуван на „Памят Меркурия“.
На 31 декември 1922 г. е преименуван на „Коминте́рн“ (съкращение от „Комунистически интернационал“). Взема участие в бойните действия на Първата и Втората световни войни.

## В руския императорски флот
- На 23 август 1901 г. крайцерът е заложен на елинга на Николаевското адмиралтейство, а е спуснат на вода на 20 май 1902 г., влиза в строй през 1905 г.
- На 25 март 1907 г. е преименуван на „Памят Меркурия“. Едновременно с това „Очаков“ е преименуван на „Кагул“, което понякога води до объркване помежду им.
- Основен ремонт на корпуса и механизмите от 6 януари 1913 г. до 1 май 1914 г. в Севастопол. Също е променено въоръжението на кораба: във връзка с ниската ефективност на 75-мм оръдия част от тях са демонтирани, оставяйки само 2[1] – вместо тях са поставени 4 допълнителни 152-мм оръдия Кане, довеждайки общия брой на стволовете на главния калибър до 16.

### Първа световна война
- В периода на Първата световна война участва в набези по комуникациите и крайбрежието на противника, носи разузнавателна и блокадна служба при бреговете на Турция, подсигурява и прикрива набезите и минно-заградителните действия на другите сили на флота. За 33 месеца участия в бйните действия (от 29 октомври 1914 до 31 юли 1917 година) провежда 82 бойни похода с обща продължителност 307 дни[5].

- 3 ноември 1916 г. провежда успешна операция по обстрел на заетото от немските войски румънско пристанище Констанца, в хода на която крайцерът изстрелва в течение на половин час 231 снаряда на главния калибър, унищожава 15 нефтохранилища от 37, подавя една 152-мм брегова батарея, отразява две нападения на хидросамолети, а също се отклонява от атаката на подводница и избягва сблъсък с плаваща мина.
- През май 1916 г. съвместно с еднотипния крайцер „Кагул“ (бившият „Очаков“) участва в Трапезундската операция, подсигурявайки прикритието на транспортите, превозващи от Мариупол 127-ма пехотна дивизия на 5-ти Кавказски армейски корпус (16840 души, 4208 коне и глави добитък, 36 оръдия, 1385 талиги и до 1000 тона товари).
- Започвайки от средата на Първата световна война бързото развитие на авиацията издига въпроса за необходимостта за въоръжаване на крайцерите със зенитни оръдия, и през 1916 г. черноморските крайцери от типа „Богатир“ (включая и „Памят Меркурия“) получават по две 76-мм зенитни оръдия Лендер.
- В началото на 1917 г. двата крайцера („Памят Меркурия“ и „Кагул“) са изпратени в ремонт, в хода на който посрещат Руска революция.

## В периода на гражданската война и интервенцията
- След падането на Временното правителство, на 12 ноември 1917 г., по-голямата част[6][7] от личния състав на крайцера „Памят Меркурия“ взема решението да не издига Георгиевския флаг, а да издигне вместо него синьо-жълтия флаг[6] на УНР.
- Над 200 матроса и всички офицери, с изключение на един от мичманите от екипажа на крайцера, отказват да продължат службата под него и напускат кораба.

| „                                    | Във връзка с издигането на крайцера „Памят Меркурия“ на украинския флаг официално напускат кораба всички матроси-неукраинци, към които се присъединяват и всички офицери. Извършва се пренасяне на единствения в целия руски флот Георгиевски Андреевски флаг, получен от брига „Меркурий“ за геройските му дела с турците и наследен от крайцера. Към борда на крайцера е подведена баржа, на която преминават всички великоруси и офицерите, с изключение на един мичман. Разгръщат Георгиевския флаг и под звуците на музика отплават буксирани от катер. Слизайки на брега се насочват към казармите. Сцената е потресаваща, матросите и офицерите плачат. С пристигането му на брега флагът, прострелян от неприятелските снаряди, е пренесен в Морското събрание. | “ |
| Русское слово. – 1917. – 23 ноября.. | |   |

- На 16 февруари на събрание на екипажа на крайцера болшинството гласове решава да се спусне украинският и да се издигне червеният флаг[7]. Отведен е в Севастопол.
- На 28 март 1918 г. е консервиран и предаден на Севастополското военно пристанище за съхранение[8].
- На 29 април 1918 г. матроси освобождават от затвора адмирал Михаил Павлович Саблин, който поема командването, и се опитва да спаси флота от пленяването му от настъпващите немски части. Той заповядва да се издигнат украинските флагове на намиращите се в Севастопол кораби от Черноморския флот. Някои кораби не се подчиняват на заповедта. Още на следващия ден, убеждавайки се в истинските намерения на немците, адмиралът отвежда основната част от Черноморския флот (по неясни причини остават подводниците, които по слухове са направени негодни за експолатация от личния им състав). Част от съдовете поради ремонт или отсътствие на екипаж остават в Севастопол[9][10][11], в това число и „Памят Меркурия“.
- След пленяването крайцерът се използва от германските войски като плаваща казарма. През юли се намира под германски флаг.[12]
- Съгласно някои спомени, впоследствие корабът е под украински флаг[13][14].
- Съществува версия, че в началото на септември 1918 г. крайцерът е преименуван на „Гетман Иван Мазепа“[15].
- На 24 ноември 1918 г. е пленен от Антантата с последващо предаване на Доброволческата армия[8].
- На 19 февруари 1919 г. е разоръжен, а в периода от 22 до 26 април 1919 г.[8], по заповед на английското командване, са взривени главните механизми[16].
- На 29 април 1919 г. е пленен от частите на Червения Украински фронт.
- На 24 юни 1919 г. кораба отново преминава под контрола на Въоръжените сили на Южна Русия[8].
- На 14 ноември 1920 г. оставлен Руската армия при евакуацията ѝ от Севастопол в Истамбул.
- На 22 ноември 1920 г. е пленен от частите на РККА.
- През 1921 г., след поставянето му в ремонт, е включен в състава на Морските сили на Черно и Азовско морета]] (МСЧиАМ) на РККФ на Съветска Русия в качеството на флагмански кораб.
- През 1922 г. е прекласифициран на учебен крайцер – започвайки от лятото на тази година на него се дислоцира школата за старшините на Морските сили на Черно море (МСЧМ) на РККФ[17].

## Възстановителен период
Възстановяването на големите кораби на Черноморския флот започва с основния ремонт на крайцера „Кагул“ (в процеса на ремонта е преименуван на „Коминтерн“) в Севастополския морски завод.
- През септември 1922 г. в севастополския морски завод започва основния ремонт на крайцера „Коминтерн“ (бивш „Кагул“).

Изоставяйки Севастопол, белогвардейците взривяват машините на кораба и хвърлят във водата затворите на артилерийските оръдия, наводнени са дънните отсеци, водата от тях прониква в котелните и машинните отделения – нарушена е и изолацията на електрооборудването. Крайцерът е въведен в сух док и започват работи по почистване на корпуса и механизмите.
- През 1922 – 1923 г. севастополските корабостроители се трудились под лозунга: "Даёшь „Коминтерн“! В качеството на резервни части се използват механизми, свалени от старите линейни кораби „Святой Евстафий“ и „Йоан Златоуст“; цилиндрите на главните парни машини са свалени от еднотипния крайцер „Богатир“, който се предполага да бъде отписан от флота за метал, и са доставени от Балтика от старшия механик на крайцера Д. П. Вдовиченко. Ремонтните работи се придвижват ударни темпове и с преодоляване на много трудности. Текстът на резолюцията на едно от събранията на колектива на завода, посветена на ускоряването на темповете на ремонта на кораба: «Нашите брегове на Черно море са граница с капиталистическите съседи, на чието миролюбие не можем да се доверим. Защото нашата Революция. Нашата работхичено-селска Република за капиталистическите страни е мозол, перде на очите, което те по всякакъв начин и с всякакви действия се стараят да премахнат. Затова нашият боен червен черноморски флот е необходим за защитата на нашите брегове от нападение. С общи усилия. Със своя героичен революционен ентузиазъм даваме обещание – „Коминтерн“ да излезе от ремонт на 1 май 1923 г.». Работниците на завода удържат на думата си и предават „Коминтерн“ към тази датА[19].
- През май 1923 г., след петгодишно бездействие, крайцерът „Коминтерн“ излиза в морете за ходови изпитания.[20]
- През юни 1923 г. крайцерът издига военноморския флаг, влизайки в състава на Морските сили на Черно море[20].

Единственият крайцер, с парна машина (проект от 1899 г.), построен еще в периода на руско-японската война, и няколкото есминеца от типа „Новик“, естествено не могат напълно да осигурят изпълнението на задачите по отбрана на Черноморското крайбрежие. В най-добрия случай този крайцер може да изпълнява функцията на учебен кораб подобно на крайцера „Аврора“ в Балтика, който влиза в строй през 1922 г.
В стихотворението на В.Маяковски: „Разговор на одеския рейд на десантните кораби“ – има фраза: «…Аз сега до мачтите съм влюбена в сивия „Коминтерн“, трикомнинния крайцер».

## В съветския флот
- На 31 декември 1922 г. е преименуван на „Коминтерн“[21].
- През 1923 г. е възстановен: поставено е ново въоръжение и оборудване за поставяне на минни заграждения, демонтирани са торпедните апарати, ремонтирани са 10 от 16-те котела. На 7 ноември 1923 г., като учебен кораб, отново влиза в строй.
- През 1925 г. на борда на „Коминтерн“ се снимат интериорните сцени от филма Броненосецът „Потьомкин“ на Сергей Айзенщайн.
- През 1927 г., поради влизането в строй на крайцера „Червона Украйна“, учебният крайцер „Коминтерн“ престава да бъде флагман на МСЧМ на ВМС на РККА.
- През есента на 1928 г. има визита в Истамбул (Турция)[22][23].
- През 1930 г. са демонтирани всичките 4 котела от носовото котелно отделение и на тяхно място са обособени учебни класни стаи. При това първият комин е оставен на мястотото си до 1941 г. като декоративен елемент. Също така е значително намален и изменен съставът на артилерийското въоръжение: демонтирани са двете оръдейни кули – вместо тях са поставени едностволни палубни артустановки със същия калибър с щитове, а шестте 130-mm оръдия на шкафута са заменени с четири 75-mm оръдия Кане. В качеството на допълнително зенитно въоръжение са добавени два 37-mm автомата обр. 1930 г., наскоро влезли в серийно производство.
- ПОрез 1931 г. след края на основния ремонт е прекласифициран на учебен кораб, т.е. получава чисто „учебен“ статус вместо „учебно-боен“, какъвто има в периода на службата му като учебен крайцер.
- В началото на 1941 г. , в хода на поредния текущ ремонт е демонтиран носовия комин. Премахнати са старите 75-mm оръдия Кане, а двете 47-mm оръдия Хочкис са заменени с три полуавтомата 45-mm 21-К (показалите се като неудачни 37-mm автомати обр. 1930 г. по-рано са заменени с 37-mm „Викерси“ – т. нар. „пом-поми“). Усилено е зенитно-картечното въоръжение: четирите едноцевни 7,62-mm „Максима“ са заменени с две четиристволни установки. Поставено е противолодъчно въоръжение – 2 бомбомета БМБ-1. Също така е усъвършенствано оборудването за минни заграждения, след което, през юни 1941 г., преди началото на Великата отечествена война „Коминтерн“ е прекласифициран на минзаг и включен в състава на дивизиона минни заградители на бригадата кораби за охрана на водния район на Черноморския флот на СССР (ЧФ на СССР)[22].

### Велика Отечествена война
- През юни 1941 г. поставя минни заграждения в района на Севастополската ВМБ, а след това в района на Одеса – пребазирайкки се в Одеската ВМБ, където е включен в качеството на флагмански кораб на отново формирания отряд кораби на Северозападния район на ЧФ.
- През август – септември 1941 г. взема участие в отбраната на Одеса, оказвайки артилерийска поддръжка на отбраняващите се сухопътните сили на Червената армия, което води до пълното износване на оръдията на главния калибър (за месец боеве крайцерът изразходва около 2000 снаряда на главния калибър и поставя около 5000 мини). Освен това, още на 18 август, корабът получава многобройни осколъчни пробойни по десния борд от близък взрив на авиобомба, което води до пожар (6 души загиват, 46 получават рани и изгаряния).
- На 7 септември 1941 г., с 544 ранени от обсадената Одеса, „Коминтерн“ в съпровождението на есминеца „Бойкий“ отплава за Севастопол, където заменят износените стволове на оръдията. След това е пребазиран в Новоросийската ВМБ.
- На 16 – 17 септември 1941 г. съпровожда транспорти с войски от Новоросийск към Ялта за 51-ва отделна армия.
- На 7 октомври 1941 г., след приемането на решението за евакуацията на Одеския отбранителен район (ООР), на борда с почти 1500 защитника на Одеса, „Коминтерн“ ги доставя в Севастопол, след което отплава за ремонт в военноморска база Поти.
- От ноември 1941 г. до март 1942 г. взема участие в битката за Крим и отбраната на Севастопол. На 7 ноември 1941 г., след края на ремонта, доставя в Севастопол военни товари, евакуира с обратния рейс около 3000 цивилни лици, след което до края на годината извършва още 4 подобни рейса.
- Започвайки от 29 декември участва в Керченско-Феодосийската десантна операция: извършва 3 рейса от кавказски пристанища към Феодосия, доставяйки подкрепления и припаси за войските на отново сформирания Кримски фронт.
- След загубата на Феодосия, през февруари – март 1942 г. изпълнява още 4 рейса към обсадения Севастопол. При 4-то плаване от Новоросийск за Севастопол крайцерът отплава с конвой на 9 март, в течение на деня, на 10 март, отразяват 10 атаки на немските торпедоносци, пристигайки в Севастопол на 11 март. На същия ден е повреден от авиабомба (пробита е палубата на юта, разрушена е част от десния борд и кърмовите надстройки, загуби сред екипажа), при това са свалени 2 самолета на противника[24]. Обаче корабът не губи ход и продължава да носи своята служба, но все пак е „свален“ от „севастополската линия“ и насочен към осигуряване на воисковите превози между Батуми и Новоросийск.
- На 19 април 1942 г., в резултат на нападение на немската авиация над Новоросийското пристанище, „Коминтерн“ получава ред осколъчни повреди от близки разриви на бомби. Освен това се поврежда лявата парна машина (№2), поради което, 2 дни по-късно, крайцерът отплава за ремонт в Батуми. В хода на ремонта, освен отстраняването на повредите, отново е усилено зенитното въоръжение: старите 76-mm оръдия Лендер са заменени с оръдията 34-К обр. 1935 г., а двата 37-mm „Викерса“ – с три 25-mm автомата[4]. Вместо двете 7,62-mm четирицевни зенитни „Максима“ са поставени четири 12,7-mm картечници ДШК[3].
- От средата на май 1942 г., излизайки от ремонта, корабът възобновява военните превози между портовете на Кавказ. Скоро положението в Севастопол се обостря до предел и на 19 юни „Коминтерн“ с военни товари и подкрепления се насочва за Севастопол. Но към този момент немецките войски достигат Северния залив, приемането и разтоварването на съдовете стават невъзможни, крайцерът получава заповед да се върне обратно в Новоросийск.
- На 2 юли 1942 г., в хода на поредното нападение на немската авиация над Новоросийск, „Коминтерн“ получава още едно пряко попадание от авиобомба, което води до тежки повреди и предизвиква пожар (загубите в убити и ранени съставят 69 души). Повреденият кораб отплава за Поти.
- На 16 юли 1942 г. при стоянка в Потийския порт, крайцерът отново получава две преки бомбови попадения: едната бомба поврежда средния комин № 2 (по номера отпреди реконструкцията през 1941 г.)[24], втората пробива трюма, но не се взривява – преминава през котелното отделение и пробивайки обшивката потъва на дъното. Водата, през пробойната, започва да запълва отсека и за да се избегне взрива на котлите, се налага да се изпусне парата и да се спрат машините. Нахлуването на водата е локализирано: под пробойната е поставен пластир, отсекът е подсушен. Обаче поради невъзможността да се направи основен ремонт, командването взема решение за разоръжаването и потопяването на кораба.
- На 17 август 1942 г. „Коминтерн“, приемайки на борда си подкрепления за войските на Задкавказския фронт, на ход с не повече от 8 възела, управлявайки се с труд, в съпровождението на буксир и 2 стражеви катера отплава за Туапсе. С пристигането и след като стоварва превозваните части, корабът е напълно разоръжен. От оръдията и личния състав на крайцера са сформирани няколко артилерийски батареи на Туапсинския отбранителен район, впоследствие участващи в Туапсинската операция: от 130-mm оръдия са сформирани 4 двуоръдейни брегови батареи, № 743, 744, 746, 747; от 76-mm оръдия – триоръдейната батарея № 173; от 45-mm оръдия – триоръдейната батарея № 770 (която се числи като противотанкова). Разоръженият кораб, вземайки на борда си около 500 евакуируеми жители на Туапсе, се връща в Поти.
- На 10 октомври 1942 г. е потопен като вълнолом в устието на река Хоби, северно от Поти. Предварително от кораба са свалени всички дори минимално ценни механизми и оборудване.
- На 2 февруари 1943 г. е изключен от списъците на съдовете на ВМФ.
- На 31 март 1946 г. на корпуса на кораба е поставена пребазираната от Сочи противокатерна артилерийска батарея N 626.
- Останките на корпуса и понастоящем се намират в устието на Хоби.

## Командири на кораба
- от 30 януари 1906 – капитан 2-ри ранг Шулц, Максимилиан Фьодорович
- 1907 – Ф. Н. Иванов
- 1908 – 1909 – Новицки, Павел Иванович (вицеадмирал)
- 1909 – 1911 – Дитерихс, Владимир Константинович
- 1911 – 1914 – капитан 1-ви ранг Лвов, Николай Георгиевич
- 1914 – 1916 – капитан 1-ви ранг Остроградски, Михаил Михайлович
- ? – 1917 – капитан 1-ви ранг Гад, Александър Отович
- 1917 – Петренко
- 16.06.1921 – 12.04.1924 – Шабелски, Иван Петрович
- 23.04.1924 – 30.12.1924 – Ружек, Александър Антонович
- септември 1926 – октомври 1930 – Кадацки-Руднев, Иван Никитич
- декември 1930 – май 1936 – Зиновиев, Юрий Константинович
- май 1936 – май 1937 – капитан 2-ри ранг Кара, Степан Иванович (Арест. 17.05.1937. Осъден от ВКВС 20.09.1937, по обв.: участие в тер. организация. Разстрелян на 20.09.1937. Реабилитиран на 25.07.1957 г.)[26]
- юли 1937 – август 1937 – Зиновиев, Юрий Константинович
- август 1937 – 1940 – капитан 2-ри ранг Барбарин А. А.
- 1941 – капитан 2-ри ранг Заруба И. А.
- декември 1941 – септември 1942 – капитан 3-ти ранг Жиров, Фьодор Василиевич

## Известни хора, които са служили на крайцера
- Гущин, Алексей Матвеевич – съветски военноморски деец, контраадмирал, доцент[27].
- Максюта, Юрий Иванович – съветски военачалник, контраадмирал.
- Полосухин, Порфирий Порфириевич – съветски парашутист и въздухоплавател, световен рекордьор. Заслужен майстор на спорта (СССР), подполковник[28].
- Фадеев, Владимир Георгиевич – съветски военачалник, вицеадмирал.